# Carretera Federal 15
La Carretera Federal 15, Carretera Internacional México 15 o Carretera México-Nogales, es una carretera mexicana que recorre gran parte de México, inicia en Ciudad de México y termina en Nogales, Sonora, en la frontera con los Estados Unidos, siendo de las más importantes del país, tiene una longitud de 2378 km, se terminó el 1 de septiembre de 1952 en el Gobierno de Miguel Alemán Valdés.
La carretera federal 15 recorre los estados de Sonora, Sinaloa, Nayarit, Jalisco, Michoacán, Estado de México y Ciudad de México, forma parte del corredor CANAMEX, un corredor comercial que se extiende desde México hacia el norte, a través de los Estados Unidos y hasta la provincia de Alberta, en Canadá.
Las carreteras federales de México se designan con números impares para rutas Norte-Sur y con números pares para las rutas Este-Oeste. Las designaciones numéricas ascienden hacia el Sur de México para las rutas Norte-Sur y ascienden hacia el Este para las rutas Este-Oeste. Por lo tanto, la carretera federal 15, debido a su trayectoria de Norte-Sur, tiene la designación de número impar, y por estar ubicada en el Norte de México le corresponde la designación N° 15.

## Trayectoria

### Sonora
Longitud = 697 KM
- Nogales
- Cíbuta
- Ímuris - Carretera Federal 2
- El Tasícuri
- Magdalena de Kino
- Santa Ana - Carretera Federal 2
- Estación Llano
- Benjamín Hill
- Hermosillo - Carretera Federal 14 y Carretera Federal 16
- Guaymas
- Empalme
- Vícam
- Loma de Guamúchil
- Esperanza
- Ciudad Obregón
- Navojoa
- Estación Don

### Sinaloa
Longitud = 641 KM
- Culiacán

- Emigdio Ruiz
- El Carrizo
- Chihuahuita
- San Miguel Zapotitlán
- Los Mochis
- Juan José Ríos
- Adolfo Ruiz Cortines
- Gabriel Leyva Solano
- Guasave
- Guamúchil
- Pericos - Carretera Federal 24
- Mazatlán
- Villa Unión - Carretera Federal 40
- El Rosario
- Escuinapa
- Ojo de Agua de Palmillas
- La Concha

### Nayarit
Longitud = 254 KM
- Acaponeta - Carretera Federal 68
- Rosamorada
- El Capomal - Carretera Federal 72
- El Tigre - Carretera Federal 74

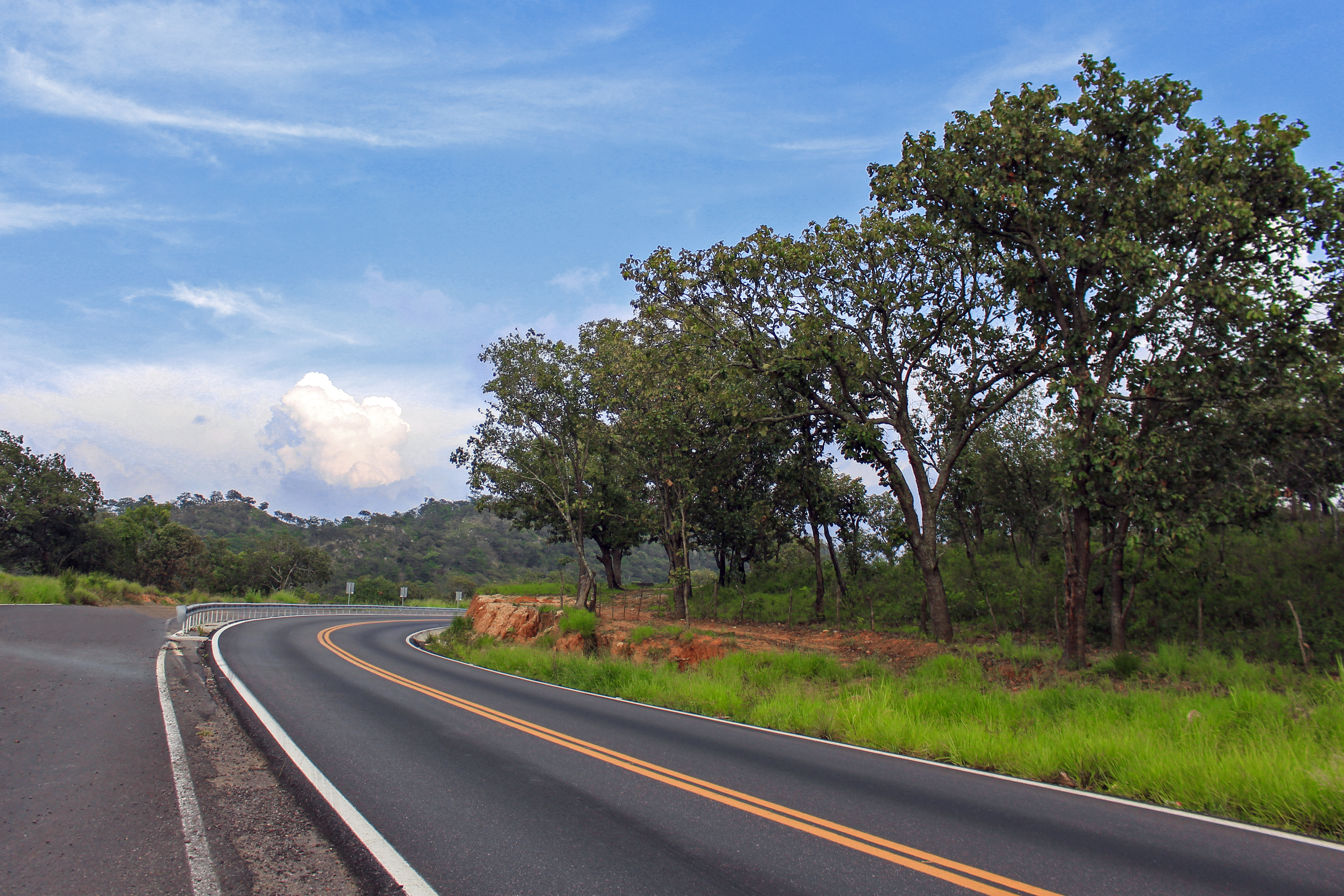
Carretera Federal 15 en Nayarit.

- Tepic - Carretera Federal 76 y Carretera Federal 200
- San Cayetano
- Chapalilla - Carretera Federal 68D
- Ahuacatlán
- Ixtlán del Río

### Jalisco
Longitud = 240 KM
- Magdalena
- Tequila
- Amatitán
- El Arenal - Carretera Federal 70
- La Venta del Astillero
- Zapopan
- Guadalajara
- Santa Cruz de las Flores
- La Barca Jalisco - Carretera Federal 71 y Carretera Federal 35 Carretera Federal 110
- Ocotlan
- Zapotlan del Rey

### Michoacán
Longitud = 426 KM
- Palo Alto
- Cojumatlán de Régules
- Sahuayo - Carretera Federal 110
- Jiquilpan de Juárez - Carretera Federal 110
- Santiago Tangamandapio
- Jacona de Plancarte
- Zamora - Carretera Federal 35
- Tangancícuaro de Arista
- Chilchota
- Carapan - Carretera Federal 37
- Zacapu
- Quiroga - Carretera Federal 120
- Capula
- Morelia - Carretera Federal 14
- Huajúmbaro
- Ciudad Hidalgo
- Tuxpan
- Zitácuaro - Carretera Federal 51

### Estado de México
Longitud = 106 KM
- San Isidro Los Berros
- San Luis Mextepec
- Toluca - Carretera Federal 55 y Carretera Federal 134
- Lerma
- La Marquesa

### Ciudad de México
Longitud = 14 KM
- San Lorenzo Acopilco - Carretera Federal 57
- Ciudad de México